# Psòmega
Il Club Psòmega è una società fondata da Renato Boeri e Massimo Bonfantini in occasione di un convegno tenuto a Milano il 14-15 giugno 1985, al quale parteciparono un gruppo di  semiologi, filosofi, scienziati, artisti, scrittori, tra cui su ricordano Giuseppe Avanzini, Daniele Barbieri, Stefano Benni, Gianfranco Bettetini, Silvio Ceccato, Umberto Eco, Mauro Ferraresi, Giulio Giorello, Mario Giuseppe Losano, Bruno Munari, Cesare Musatti, Giorgio Prodi, Carlo Sini, Mario Vegetti. 

## Attività
Il Club Psòmega ha svolto un'intensa attività di studio e divulgazione sui temi dell'inventiva e dell'innovazione nelle arti, nel pensiero scientifico, nella pratica etico-politica, attraverso l'organizzazione di convegni (Il pensiero inventivo, Milano, UNICOPLI, 1988; La vita inventiva: il Club Psòmega per Renato Boeri, Napoli, Edizioni scientifiche italiane, 1998; L'inventiva: Psòmega vent'anni dopo, Bergamo, Moretti, 2006) e la realizzazione di libri pubblicati da Moretti & Vitali, Edizioni Scientifiche Italiane, Atì Editore.